# Graphania macropis
Graphania macropis är en fjärilsart som beskrevs av George Francis Hampson 1918. Graphania macropis ingår i släktet Graphania och familjen nattflyn. Inga underarter finns listade i Catalogue of Life.